# Корешков, Александр Иванович
Алекса́ндр Ива́нович Корешко́в (23 июля 1952, Саратов, СССР) — советский футболист, советский и российский тренер. Чемпион СССР в составе московского «Спартака».

## Игровая карьера
Карьеру начинал в 1970 году в саратовском «Соколе», в котором провёл 7 лет, после чего успел поиграть за хабаровский СКА, московский «Спартак» и воронежский «Факел». В 1984 году вернулся в «Сокол», где и завершил игровую карьеру в 1988 году. В составе «Сокола» провёл более 400 игр, забил более 100 голов.

## Тренерская карьера
Первый этап в «Соколе» (1990—1996)
Тренерскую карьеру начал в 1988 году в «Соколе» в должности помощника тренера. Позже полтора года проработал начальником саратовской команды. С начала второго круга чемпионата 1990 года Корешков возглавил «Сокол». Под его руководством команда отыграла два сезона во Второй лиге чемпионата СССР, заняв 18-е место в 1990 году и 8-е место в 1991 году, что позволило в новом Чемпионате России 1992 года стартовать в зоне «Центр» Первой лиги. В сезонах 1992 и 1993 годов команда была крепким середняком турнира, занимая 7-е и 5-е место соответственно. Первый успех случился в 1994 году, когда в объединённом турнире Первой лиги «Сокол», состоявший в основном из местных воспитанников, под руководством Корешкова уверенно держался в группе лидеров почти весь сезон, заняв в итоге 4-е место. По окончании сезона получил приглашение на должность ассистента главного тренера в московское «Динамо» к Константину Бескову, который был тренером Корешкова в «Спартаке», но предложение отклонил, так как хотел работать самостоятельно.
В 1995 году «Сокол» попытался развить успех и к середине сезона поднялся на 2-е место, дававшее право на выход в Высшую лигу. Однако, последовавшая серия поражений отбросила команду в середину турнирной таблицы, из которой она уже не выбралась, заняв итоговое 10-е место. По ходу 1995 года Корешков также занимал должность президента клуба, что являлось обычной практикой в те времена.
Перед началом сезона 1996 года «Сокол» впервые считался одним из явных фаворитов на повышение в классе. Команду пополнили такие игроки, как Дени Гайсумов (ЦСКА), Владимир Семенов («Динамо» Москва), Карапет Микаелян (один из лучших бомбардиров предыдущего сезона, «Звезда» Иркутск), юный Максим Шацких. Решению задачи выхода в Высшую лигу также благоволило то, что из Первой лиги выходило сразу три команды, и до 14-го тура команда под руководством Корешкова стабильно входила в лидирующую тройку. Однако, как и годом ранее, серия неудач на выезде и дома отбросила команду на 11-е место. Новым руководством клуба (Приволжской железной дорогой, спонсировавшей команду с 1995 года) по итогам первого круга чемпионата Корешков был отправлен в отставку, новым главным тренером стал Николай Киселев.
Перерыв в карьере главного тренера (1997—1999)
В сезоне 1997 года занимал должность технического директора «Сокола». В сезоне 1998 года ассистировал Сергею Павлову в «Сатурне» (Раменское), под руководством которого подмосковная команда вышла в Высший дивизион. Летом 1999 года недолго возглавлял футбольный клуб «Балаково» из одноимённого города Саратовской области.
Возвращение в «Сокол» (2000—2002)
После нескольких неудачных попыток выхода в Высший дивизион под руководством именитых иногородних специалистов руководство «Сокола» второй раз в его тренерской карьере доверило команду коренному саратовцу Корешкову. Перед началом сезона 2000 года тренеру удалось собрать боеспособный коллектив из опытных игроков, команду пополнили вице-чемпионы России в составе «Ротора» Платон Захарчук и Альберт Борзенков, чемпионы СССР в составе ЦСКА Дмитрий Кузнецов и Владимир Татарчук, поигравшие за разные команды Высшей лиги Владимир Федотов и Александр Жидков, а также несколько игроков из прямого конкурента, калининградской «Балтики», Зураб Саная, Андрей Дементьев, Юрий Бавыкин, Андрей Федьков, Михаил Никитин.
С первых туров нового сезона «Сокол» вошел в группу лидеров и после 8 тура обосновался на 1-е месте, которое не упустил до самого финиша чемпионата. Команда под руководством Корешкова не только обыгрывала всех соперников, но и показывала яркую, атакующую игру как дома, так и в гостях, не редко забивая три и более голов за матч. По итогам чемпионата 2000 года «Сокол» больше всех забил в лиге (78 голов) и меньше всех пропустил (27 голов), а Андрей Федьков с 25 мячами стал лучшим бомбардиром Первого дивизиона. Также удачным получилось выступление в Кубке России: команда преодолела осеннюю стадию и вышла в 1/4 финала, где ей предстояло сыграть с московским «Спартаком».
Перед дебютом «Сокола» в Высшем дивизионе в 2001 году команда усилилась ещё несколькими опытными игроками: пришли Геннадий Орбу, Руслан Балтиев, Андрей Сметанин, Евгений Плотников, Александр Коваль, Олег Терещенко. А по ходу сезона добивились лучший бомбардир в истории чемпионатов России Олег Веретенников, бывший игрок второй команды «Барселоны» Срджан Пецель, вернулся из «Спартака» молодой Дмитрий Бугаков. Несмотря на статус дебютанта, «Сокол» продолжил победное шествие и возглавлял таблицу уже высшего дивизиона после 8-го и 10-го туров, а вплоть до 21-го тура команда держалась в пятерке лидеров. Кроме того, Корешкову удалось вывести «Сокол» в 1/2 финала Кубка России 2000/2001, обыграв в 1/4 финала «Спартак» в Лужниках 3:1 (хет-трик Федькова). Также в том сезоне в сборную России вызывался лучший бомбардир команды Андрей Федьков (14 голов). По итогам чемпионата саратовский клуб занял 8-е место и вновь вышел в 1/4 финала Кубка России.
К сожалению, в сезоне 2002 года развить успех не получилось. С первых туров команду начало лихорадить, постаревшие лидеры потеряли мотивацию, и, как следствие, «Сокол» быстро скатился в зону вылета. В 1/4 финала Кубка России проиграли дома «Амкару» из Первого дивизиона (1:2). После очередного поражения в 8-м туре чемпионата (от «Ростсельмаша», 1:2) «Сокол» опустился на последнее место, и руководство клуба приняло решение отправить тренера в отставку.
Сборная России, «Терек» (2002)
Покинув «Сокол», Корешков, по приглашению бывшего одноклубника по московскому «Спартаку» главного тренера сборной России Олега Романцева, присоединился к штабу национальной команды в рамках подготовки к Чемпионату мира 2002 года в роли тренера-аналитика. В обязанности Корешкова входил сбор информации о возможных соперниках россиян на втором этапе, то есть командах группы С (Бразилии, Турции, Китая и Коста-Рики). Сборная России первый (групповой) этап не прошла.
Летом 2002 года Александр Корешков возглавил возрождённый «Терек» (Грозный) с задачей выхода в Первый дивизион из Второго (зона «Юг»). Задача была выполнена досрочно, после чего тренер покинул грозненский клуб и вернулся в Саратов на должность спортивного директора «Сокола».
«Сокол»: третий заход (2003—2005)
Сезон 2003 года для «Сокола» вышел на редкость противоречивым. Несмотря на то, что команда состояла из опытных и перспективных молодых игроков, игра у неё не получалась. В сезон команда вступала с тренером Леонидом Ткаченко, которого после 2-го тура чемпионата сменил Владимир Шевчук (приводивший «Сатурн» к 6-му месту в РФПЛ), однако и он, не сумев выправить ситуацию в чемпионате, покинул Саратов летом 2003 года. Руководство клуба в третий раз попросило Корешкова принять команду. Чемпионат 2003 года «Сокол» завершил на 9-м месте, попутно вылетев из Кубка России на стадии 1/32 финала.
В сезоне 2004 года «Сокол» в очередной раз попытался выйти в элиту российского футбола и большую часть чемпионата занимал 2-е место в турнирной таблице, уступив его только за тур до конца (считается, что это случилось в результате закулисных интриг и слабого финансирования команды). В Кубке России 2004/2005 «Сокол» завершил выступления на стадии 1/16 финала, обыграв в первом матче дома ЦСКА со счетом 2:0, однако не сумев из-за непогоды приехать на ответный матч в Москву, в результате чего команде было засчитано техническое поражение 0:3.
В сезоне 2005 года «Сокол» выступил неудачно, вылетев из Первого дивизиона. Корешков покинул клуб по окончании чемпионата.
«Салют», «Ротор», СКА (Хабаровск), «Неман» (Гродно), «Факел» (2006—2014)
В сезоне 2006 года работал в белгородском «Салюте». Пригласил в команду знакомых по работе в «Соколе» Олега Терехина, Андрея Цаплина, Андрея Мурнина. Подал в отставку после крупного поражения в 31 туре чемпионата, команда на тот момент занимала 9-е место (финишировала на 12-м месте). В 2007 году работал в волгоградском «Роторе» (Второй дивизион), покинул команду по ходу сезона, приняв предложение хабаровского СКА (Первый дивизион). В сезонах 2007 и 2008 годов работал в хабаровском СКА, покинул команду в середине второго сезона. В 2010—2011 годах работал в белорусском клубе «Неман» (Гродно), выводил команду в финал Кубка Белоруссии. Последним местом работы Александра Корешкова в качестве главного тренера стал воронежский «Факел», в котором он ранее был игроком в 1980-х. По иронии судьбы, по ходу сезона 2013/2014 «Факел» конкурировал за выход в ФНЛ с саратовским «Соколом», которому Корешков посвятил большую часть своей игровой и тренерской карьеры. Вывести воронежский клуб в лигу рангом выше не удалось, на повышение отправился «Сокол», после чего Александр Иванович покинул команду.

## Тренерский стиль
В отличие от большинства тренеров 1990-х, проповедовавших оборонительный футбол с акцентом на силовую борьбу и контратаки, Корешков во всех своих командах старался поставить красивую, комбинационную игру, основанную на коротких и средних передачах, с выходом из обороны в атаку через пас. В этом плане его можно считать таким же продолжателем «бесковского стиля», как и его бывших партнеров-спартаковцев Олега Романцева и Георгия Ярцева. Команды Корешкова чаще всего использовали игровые схемы 3-5-2 и 4-4-2.

## Достижения

### В качестве игрока
Спартак (Москва)
- Чемпион СССР: 1979

### В качестве тренера
Сокол (Саратов)
- Победитель Первого дивизиона: 2000
- Полуфинал Кубка России: 2000/2001

Терек (Грозный)
- Победитель Второго дивизиона (зона «Юг»): 2003

Неман (Гродно)
- Финал Кубка Белоруссии: 2010/2011

Сатурн (Раменское) ассистент главного тренера
- Победитель Первого дивизиона: 1998

## Семья
Женат, двое взрослых детей, есть внуки.